# Rocca abbaziale

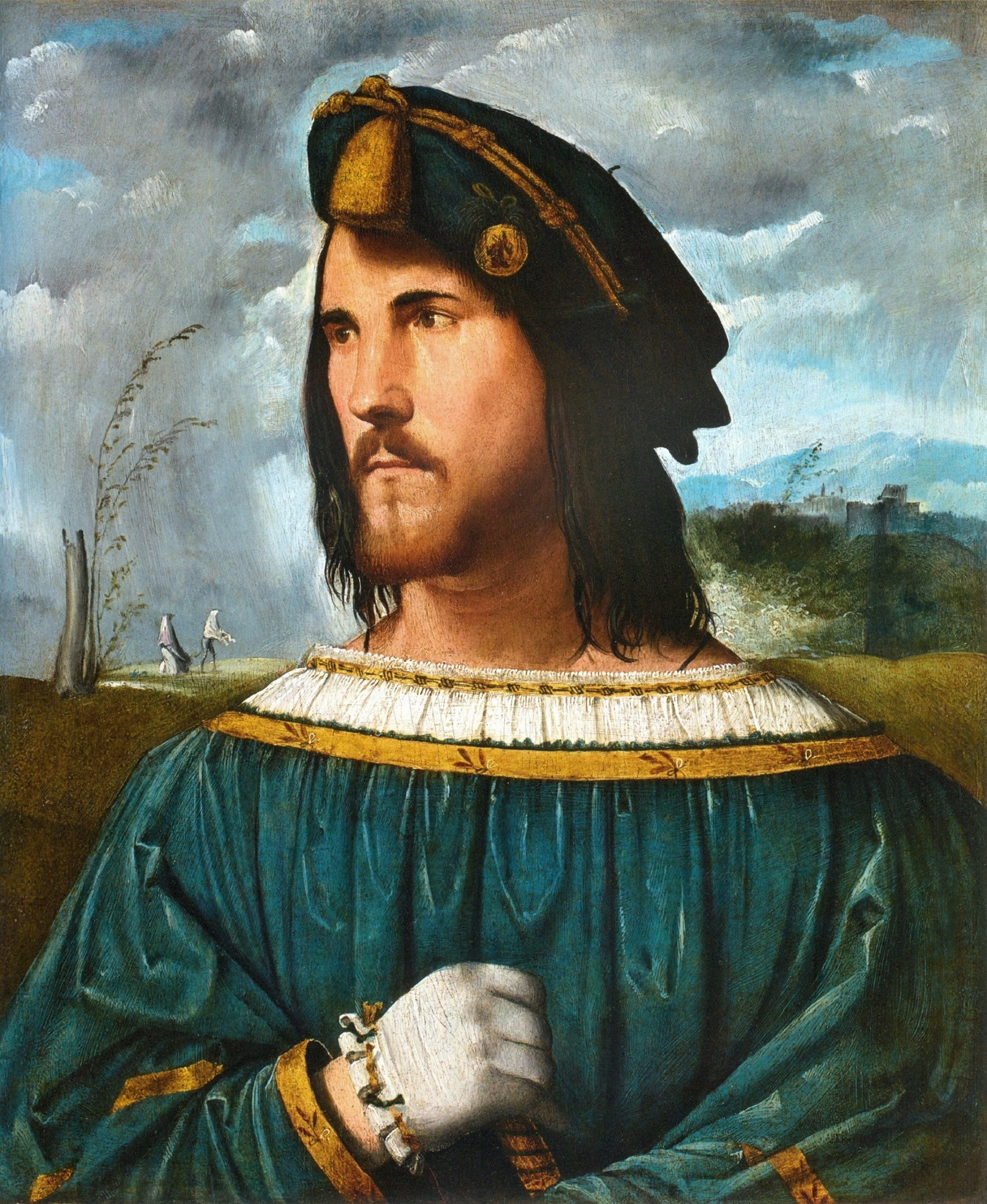
Cesare Borgia, probabilmente nato nella rocca.

La rocca abbaziale di Subiaco, conosciuta come rocca dei Borgia, fu costruita intorno alla fine dell'XI secolo dall'abate Giovanni V. Costruita su una ripida collina per scopi difensivi con fortificazioni, carceri, una torre di avvistamento ed una chiesa.

## Storia
La rocca fu fatta costruire, tra il 1073 ed il 1077, come difesa dell'ingente patrimonio che l'abbazia di Santa Scolastica deteneva nella zona. La fortezza subì diversi danni dopo il terremoto del 1349.
Il pontefice Callisto III (zio del futuro papa Alessandro VI) nel 1456 decise di affidare ad un suo delegato l'amministrazione dell'immenso patrimonio dell'Abbazia, istituendo quella commenda cardinalizia che privò i monaci del potere temporale sul borgo. I restauri furono completati nel 1476 sotto la commenda del cardinale Rodrigo Borgia, che ampliò la struttura facendo costruire il bastione quadrangolare che guarda ad est. Qui si suppone siano nati i suoi figli Giovanni, Cesare e Lucrezia dalla sua amante Vannozza Cattanei.
Rodrigo Borgia, dopo essere salito al soglio pontificio nel 1492 col nome di Alessandro VI, cedette la rocca al cardinale Giovanni Colonna. La famiglia Colonna reggerà il territorio per 116 anni.
Nel 1778 l'architetto Pietro Camporese, per volere di papa Pio VI, effettuò lavori di restauro che però eliminarono gli elementi che caratterizzavano la rocca come castello medievale: la torre venne dimezzata, eliminata la trappola e le carceri; il nucleo occidentale venne dotato dell'imponente orologio. La costruzione divenne così un palazzo moderno, adatto a essere utilizzato come residenza dell'abate commendatario. Vi alloggiarono anche i papi Pio VII, Gregorio XVI e Pio IX.

## Struttura
La Rocca Abbaziale di Subiaco è un complesso composto da tre strutture di epoche lontane fra loro.
Il nucleo originario, nel tempo ampiamente rimaneggiato, risale all'XI secolo ed è la parte caratterizzata dal grande orologio (opera di Giuseppe Ravaglia) fatto installare sette secoli più tardi da papa Pio VI. Si trattava in origine di una torre ad uso prettamente militare, fatta erigere dall'abate di Santa Scolastica Giovanni V da Farfa sul promontorio che dominava l'alta Valle dell'Aniene, al tempo in cui il nucleo urbano di Subiaco si concentrava sulle rive del fiume. Il complesso originario era formato anche da una piccola chiesa dedicata a san Tommaso e da una triplice cinta muraria, i cui perimetri verosimilmente ricalcavano quelle ancor oggi visibili.
La torre quadrangolare rivolta ad est costituisce il secondo corpo di fabbrica del complesso. Venne fatta erigere dal cardinal Rodrigo Borgia durante la seconda metà del '400. Nonostante l'aspetto austero di un mastio (e i "trabocchi" fatti installare al suo interno), il bastione cambiò presto la sua funzione: qualche decennio dopo la sua erezione, il commendatario Francesco Colonna commissionò i lavori di restauro al suo interno, finalizzati a renderlo un ambiente di rappresentanza.

### Il palazzo
L'ultimo nucleo venne commissionato alla fine del Settecento da papa Pio VI (Giovannangelo Braschi), allo scopo di unire le due strutture preesistenti e cambiare definitivamente il senso architettonico dell'insieme: con la sua edificazione la Rocca perde sostanzialmente la funzione militare originaria per diventare a tutti gli effetti un palazzo di rappresentanza. I lavori furono affidati nel 1778 all'architetto Pietro Camporese, il quale eliminò i trabocchetti, ingentilì le mura di cinta, dimezzò la torre borgiana, inglobò la piccola chiesa nella nuova struttura e istituì il magnifico portale d'entrata con doppia scalinata, sormontato dallo stemma Braschi.

## Arte
La rocca di Subiaco custodisce pregevoli opere d'arte al suo interno, relative ai secoli XVI e XVIII.
Durante il dominato della famiglia Colonna, il primo piano della torre borgiana venne fatto decorare con affreschi attribuiti ad artisti della cerchia di Perin Del Vaga, eseguiti intorno alla metà del '500. Si tratta in particolare dei tre ambienti che compongono il cosiddetto appartamento Colonna, le cui volte decorate a grottesche (in linea con il gusto dell'epoca) risultano in ottimo stato di conservazione.
Il secondo piano offre una decorazione pittorica ben più consistente, commissionata alla fine del '700 da papa Pio VI al pittore folignate Liborio Coccetti. Le prime tre sale dell'appartamento Braschi contengono un interessante ciclo di tempere a muro descrittive dei borghi appartenenti alla commenda di Subiaco al tempo. Il pittore si dedicò alla rappresentazione dei borghi con grande dedizione. Intenzionato a descrivere non solo il paesaggio ma anche la vita rurale del tempo, Liborio Coccetti dimostrò un'attenzione quasi etnografica nei confronti della comunità locale. In particolare i dipinti sono così disposti:
I Sala della Commenda
- Subiaco
- Agosta
- Marano Equo
- Ponza (oggi Arcinazzo Romano)
- Affile

II Sala della Commenda
- Cerreto
- Trevi nel Lazio
- Jenne
- Gerano

III Sala della Commenda
- Cervara di Roma
- Camerata (vecchia)
- Rocca Santo Stefano
- Civitella (oggi Bellegra)
- Rocca Canterano e Rocca di Mezzo
- Canterano

Superate le sale della Commenda si attraversa l'interessante Sala dei Continenti, piccolo ambiente di forma romboidale decorato con una splendida interpretazione rococò delle grottesche e un'originale rappresentazione dei continenti (allora quattro) posti ai quattro angoli della stanza. Si raggiunge la Sala del Trono e le sale personali del commendatario, di cui risulta particolarmente significativa l'alcova, perfettamente integra nel suo apparato decorativo, ancora espressione delle grottesche rinnovate in una interpretazione tardo-settecentesca.

## Galleria d'immagini

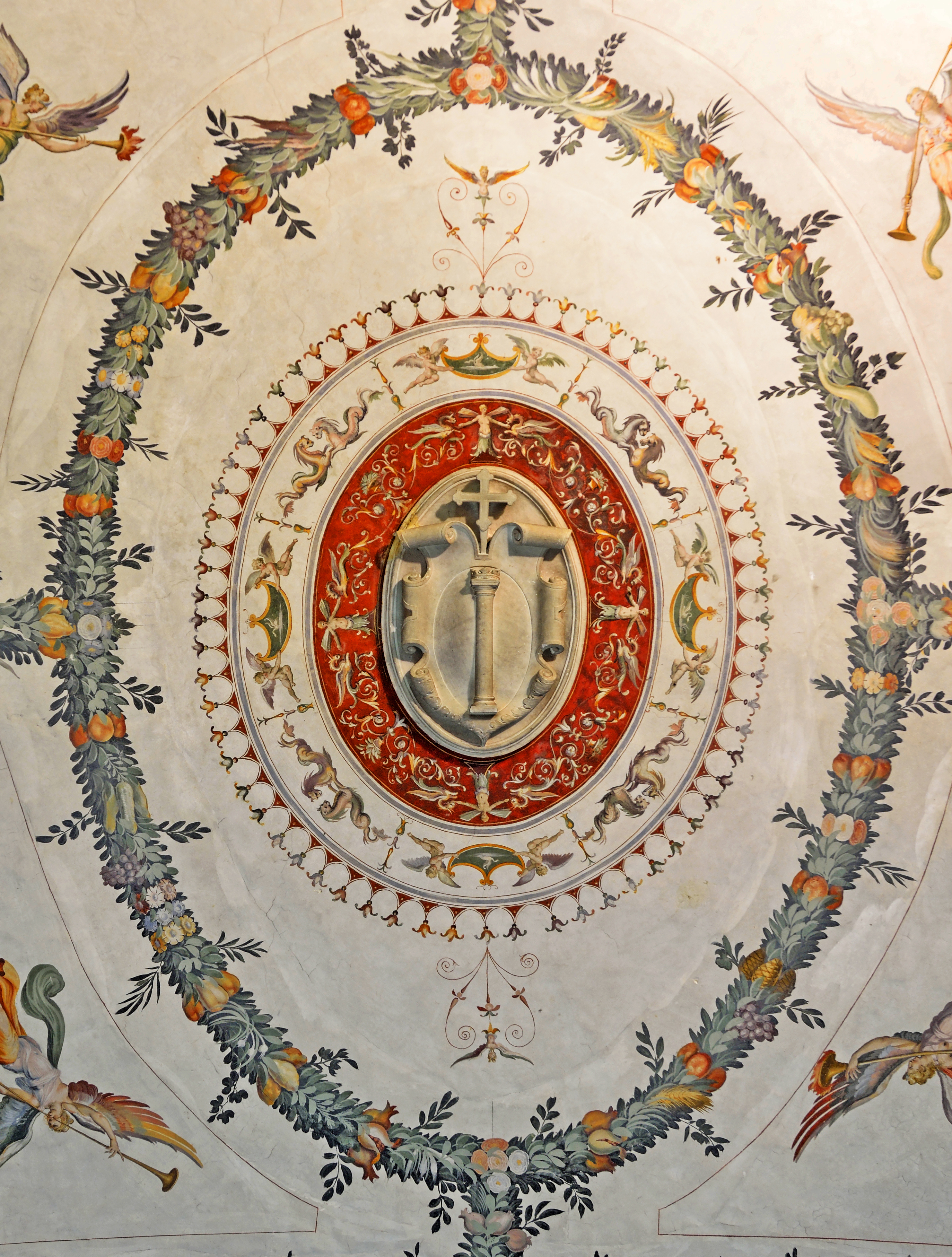
Simbolo della famiglia Colonna
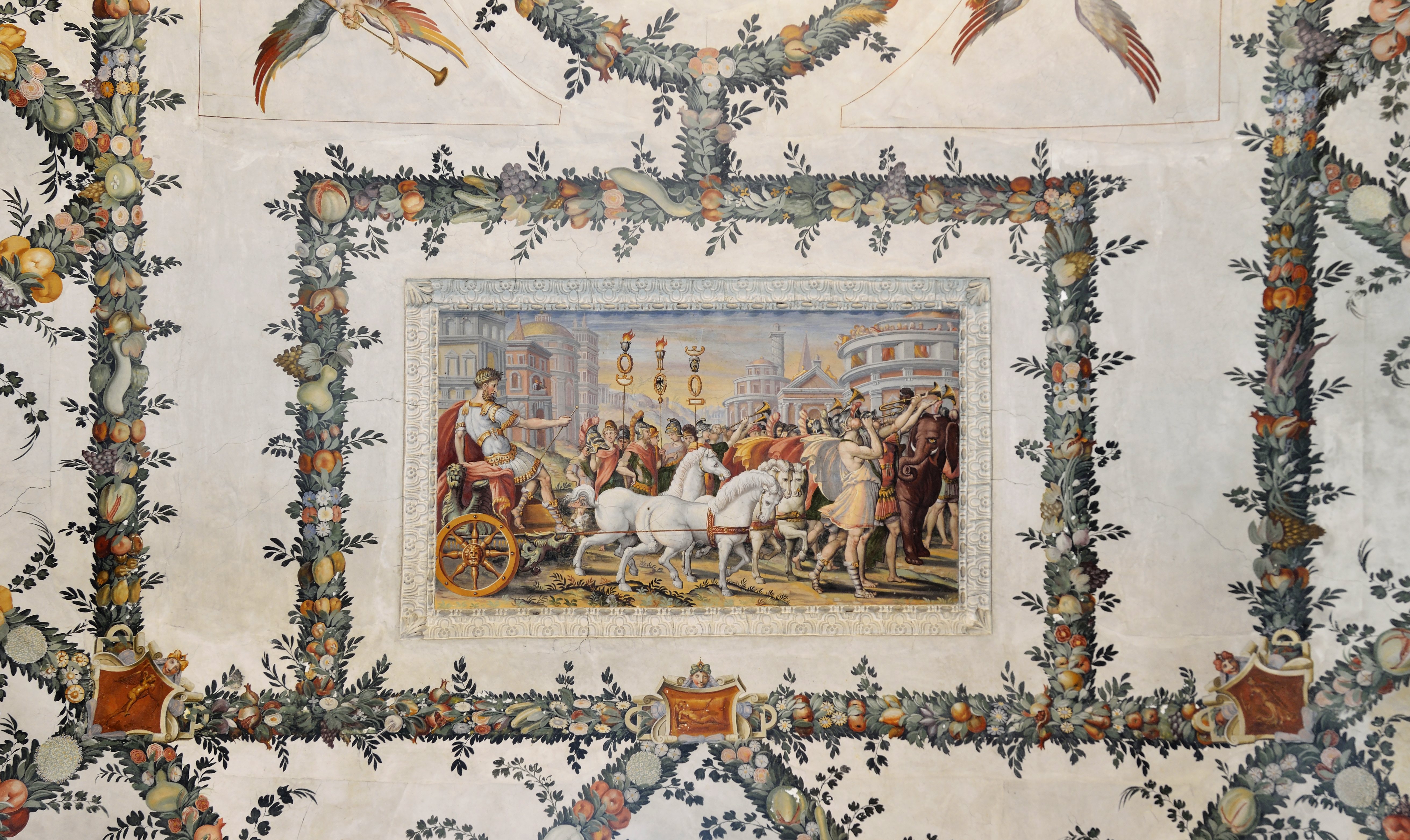
Dipinto raffigurante Scipione Colonna
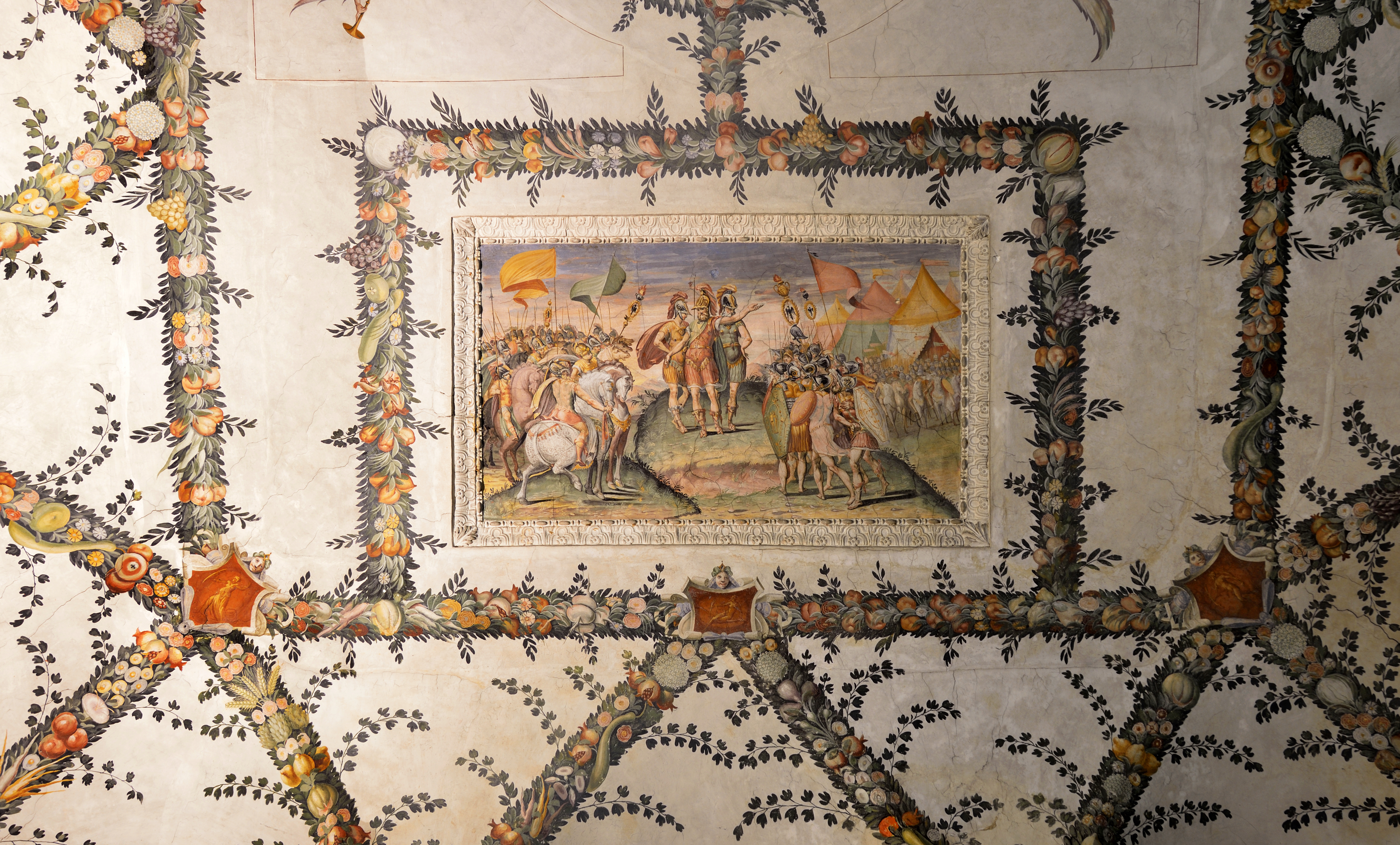
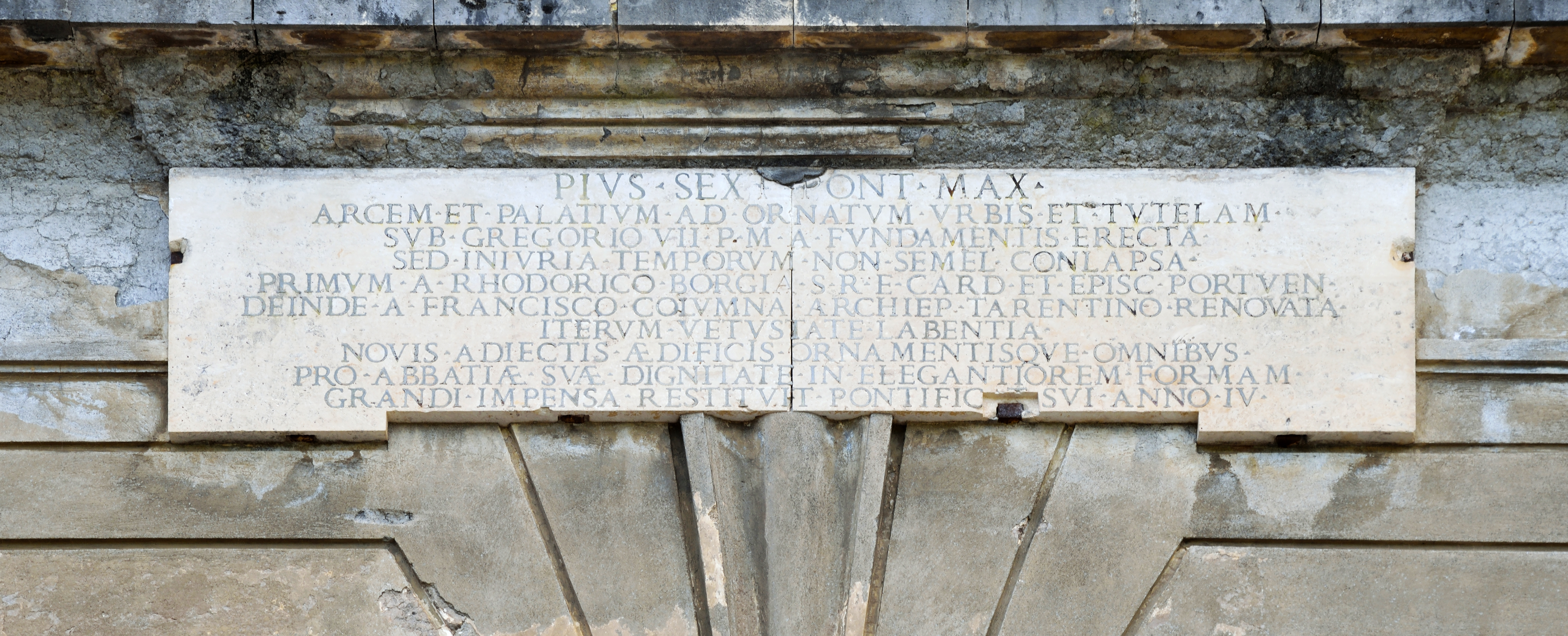
La targa all'ingresso.
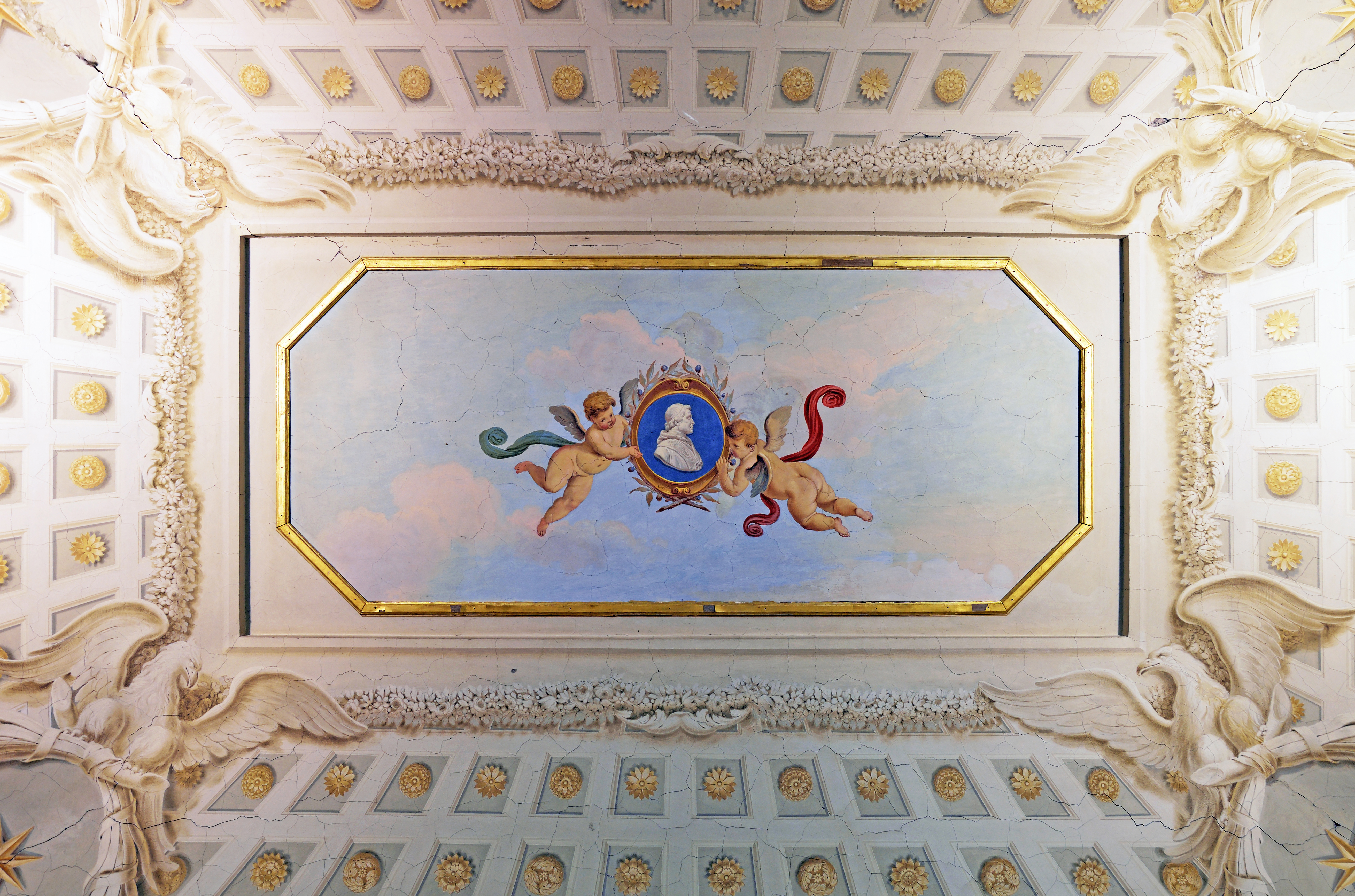
Affresco con papa Pio VI e angeli.
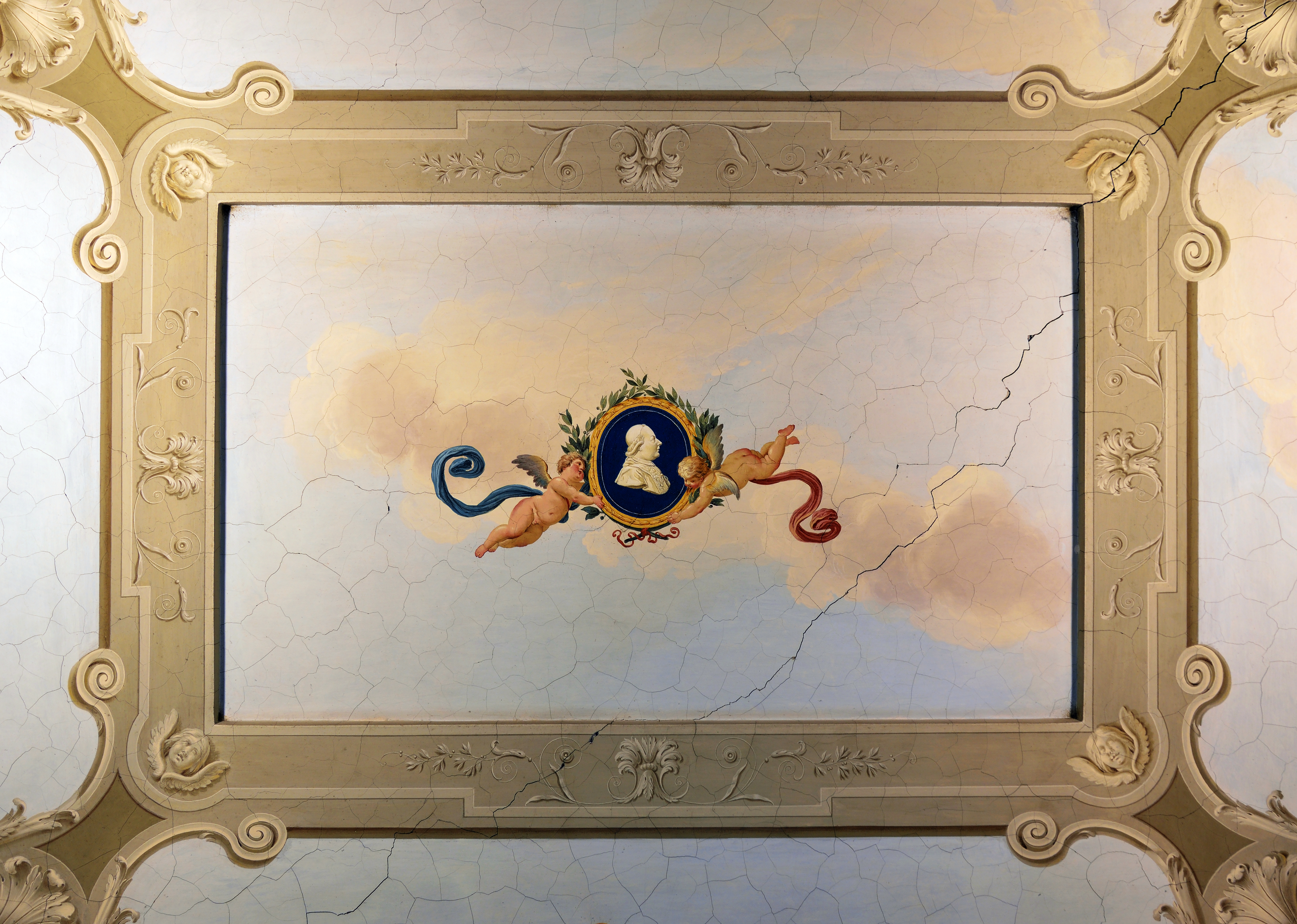
Affresco con papa Pio VI.
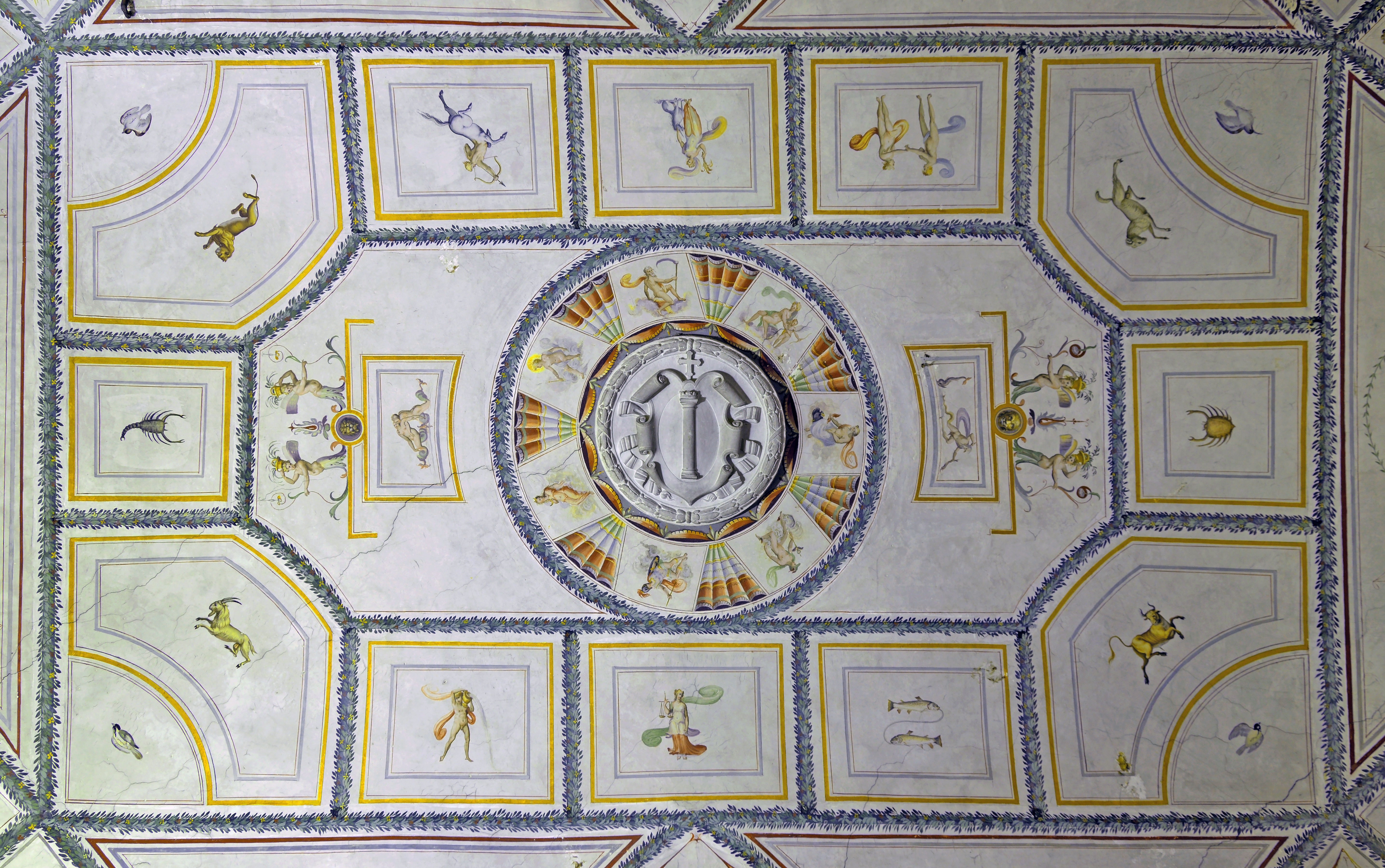
Affresco con segni zodiacali.